# Linia kolejowa Baranowicze – Brześć
Linia kolejowa Baranowicze – Brześć – linia kolejowa na Białorusi łącząca stację Baranowicze Centralne ze stacją Brześć Centralny i z przejściem granicznym Terespol-Brześć na granicy z Polską. Jest to fragment linii Moskwa – Mińsk – Brześć i część II Paneuropejskiego Korytarza Transportowego Zachód – Wschód łączącego Berlin z Moskwą E 20.
Linia znajduje się w obwodzie brzeskim. Powstała w czasach zaboru rosyjskiego. Przed II wojną światową położona była w Polsce.
Linia jest zelektryfikowana na całej długości.